# Marko Brainović
Marko Brainović   (Split, 17 de juliol de 1920 - Viena, 16 d'octubre de 2010) va ser un waterpolista croat que va competir sota bandera iugoslava durant les dècades de 1940 i 1950.
El 1948 va prendre part en els Jocs Olímpics de Londres, on fou novè en la competició de waterpolo. Quatre anys més tard, als Jocs de Hèlsinki guanyà la medalla de plata en la mateixa competició.